# Гейрі Сент-Клер
Гейрі Сент-Клер (англ. Gairy St. Clair; 2 лютого 1975) — гаянський професійний боксер, чемпіон світу за версіями IBF (2006) та IBO (2006) у другій напівлегкій вазі.

## Професіональна кар'єра
1994 року дебютував на професійному рингу. 18 грудня 1998 року зустрівся в бою з непереможним Дієго Корралесом (США) і зазнав першої поразки одностайним рішенням суддів.
17 липня 2004 року завоював вакантний титул WBF International у другій напівлегкій вазі новоствореної організації WBF. Того ж року завоював вакантний титул WBO Inter-Continental у напівлегкій вазі, який двічі успішно захистив.
29 липня 2006 року вийшов на бій проти чемпіона IBF та IBO у другій напівлегкій вазі Кассіуса Балої (ПАР) і здобув перемогу одностайним рішенням суддів.
В наступному бою 4 листопада 2006 року втратив звання чемпіона, зазнавши поразки розділеним рішенням суддів від Малколма Классена (ПАР).
12 листопада 2007 року в елімінаторі IBF програв Кассіусу Балої, а 2 лютого 2008 року в бою за титул чемпіона Співдружності у легкій вазі програв Аміру Хану (Велика Британія), після чого кар'єра Сент-Клера пішла на спад.